# Athous durazzoi
Athous durazzoi là một loài bọ cánh cứng trong họ Elateridae. Loài này được Platia miêu tả khoa học năm 1985.